# 100,000,000 Bon Jovi Fans Can't Be Wrong
100,000,000 Bon Jovi Fans Can't Be Wrong è un box set del gruppo hard rock Bon Jovi pubblicato nel 2004 dalla Island Records.

## Tracce
Il box è costituito da 4 dischi:
Disco 1
1. Why Aren't You Dead? (Unreleased) – 3:31 (Jon Bon Jovi, Richie Sambora, Desmond Child)
2. The Radio Saved My Life Tonight (Unreleased) – 5:08 (Jon Bon Jovi, Richie Sambora)
3. Taking It Back (Unreleased) – 4:17 (Jon Bon Jovi, Richie Sambora)
4. Someday I'll Be Saturday Night (Unreleased Original Demo) – 5:18 (Jon Bon Jovi, Richie Sambora, Desmond Child) – la traccia studio finale è inclusa nella raccolta Cross Road del 1994
5. Miss Fourth of July (Unreleased) – 5:40 (Jon Bon Jovi)
6. Open All Night (Unreleased) – 5:47 (Eric Bazilian, Jon Bon Jovi, Desmond Child) – questa traccia è completamente diversa dall'omonima inclusa nell'album Bounce del 2002
7. These Arms Are Open All Night (Unreleased) – 5:20 (Jon Bon Jovi, Billy Falcon)
8. I Get a Rush (Unreleased) – 2:57 (Eric Bazilian, Jon Bon Jovi, Desmond Child)
9. Someday Just Might Be Tonight (Unreleased) – 4:13 (Jon Bon Jovi, Mark Hudson, Richie Sambora)
10. Thief of Hearts (Unreleased Studio Track) – 4:17 (Jon Bon Jovi, Patrick Leonard) – una versione live del brano è apparsa per la prima volta nel DVD This Left Feels Right Live
11. Last Man Standing (Unreleased Studio Track) – 4:32 (Jon Bon Jovi, Billy Falcon) – una versione live del brano è apparsa per la prima volta nel DVD This Left Feels Right Live
12. I Just Want to Be Your Man (Unreleased) – 3:28 (Jon Bon Jovi)

Disco 2
1. Garageland (Unreleased) – 3:26 (Jon Bon Jovi, Richie Sambora)
2. Starting All Over Again (Japan Bonus track) – 3:44 (Jon Bon Jovi, Richie Sambora) – brano precedentemente incluso unicamente nella versione Giapponese dell'album Keep the Faith del 1992
3. Maybe Someday (Unreleased) – 4:43 (Jon Bon Jovi, Richie Sambora)
4. Last Chance Train (Unreleased) – 4:31 (Jon Bon Jovi, Mark Hudson)
5. The Fire Inside (Unreleased) – 4:50 (Jon Bon Jovi)
6. Every Beat of My Heart (Unreleased) – 4:49 (Jon Bon Jovi, Richie Sambora)
7. Rich Man Living in a Poor Man's House (Unreleased) – 4:22 (Jon Bon Jovi, Dave Stewart)
8. The One That Got Away (Unreleased) – 4:48 (Jon Bon Jovi, Richie Sambora)
9. You Can Sleep While I Dream (Unreleased) – 4:53 (Jon Bon Jovi, Dean Grakal, Mark Hudson)
10. Outlaws of Love (Unreleased) – 3:20 (Jon Bon Jovi, Richie Sambora)
11. Good Guys Don't Always Wear White – 4:29 (Jon Bon Jovi, Richie Sambora) – tratto dalla colonna sonora del 1994 per il film The Cowboy Way
12. We Rule the Night (Unreleased) – 4:09 (Jon Bon Jovi, Richie Sambora)

Disco 3
1. Edge of a Broken Heart – 4:35 (Jon Bon Jovi, Richie Sambora, Desmond Child) – tratto dalla colonna sonora del 1987 per il film Disorderlies
2. Sympathy (Unreleased) – 5:23 (Jon Bon Jovi, Richie Sambora)
3. Only in My Dreams (Unreleased) – 5:07 (Jon Bon Jovi) – brano cantato da Tico Torres
4. Shut Up and Kiss Me (Unreleased) – 2:47 (Jon Bon Jovi, Richie Sambora)
5. Crazy Love (Unreleased) – 4:25 (Jon Bon Jovi, Mark Hudson, Dave Stewart)
6. Lonely at the Top (International B-Side) – 3:51 (Jon Bon Jovi, Richie Sambora) – B-Side del singolo This Ain't a Love Song
7. Ordinary People (International B-Side) – 4:07 (Jon Bon Jovi, Richie Sambora, David Bryan) – B-Side del singolo Say It Isn't So
8. Flesh and Bone (Unreleased) – 5:01 (Jon Bon Jovi, Richie Sambora, David Bryan)
9. Satellite (Unreleased) – 4:56 (Jon Bon Jovi, Richie Sambora, Desmond Child)
10. If I Can't Have Your Love (Unreleased Solo Track) – 4:15 (Jon Bon Jovi, Richie Sambora, Diane Warren) – brano cantato da Richie Sambora
11. Real Life – 3:52 (Jon Bon Jovi, Desmond Child) – tratto dalla colonna sonora del 1999 per il film EdTV
12. Memphis Lives in Me (Unreleased) – 3:03 (David Bryan, Joe DiPietro) – brano cantato da David Bryan, scritto nel 2003 per il musical Memphis
13. Too Much of a Good Thing (Unreleased) – 4:23 (Jon Bon Jovi, Richie Sambora, Richie Supa)

Disco 4
1. Love Ain't Nothing But a Four Letter Word (Unreleased) – 4:14 (Jon Bon Jovi, Richie Sambora, Desmond Child)
2. Love Ain't Nothing But a Four Letter Word (Unreleased Original Demo) – 4:08 (Jon Bon Jovi, Richie Sambora, Desmond Child)
3. River Runs Dry (Unreleased) – 3:57 (Jon Bon Jovi, Desmond Child)
4. Always (Unreleased Original Demo) – 5:46 (Jon Bon Jovi) – la traccia studio finale è inclusa nella raccolta Cross Road del 1994
5. Kidnap an Angel (Unreleased) – 5:56 (Jon Bon Jovi, Billy Falcon)
6. Breathe (B-side) – 3:41 (Jon Bon Jovi, Richie Sambora, Marti Frederiksen) – B-side solo per alcune versioni del singolo Everyday
7. Out of Bounds (Unreleased) – 3:46 (Jon Bon Jovi, Richie Sambora)
8. Letter to a Friend (Unreleased) – 4:19 (Jon Bon Jovi)
9. Temptation (International B-Side) – 4:23 (Jon Bon Jovi) – B-Side del singolo It's My Life
10. Gotta Have a Reason (Unreleased) – 4:59 (Jon Bon Jovi, Michael Kamen, Richie Sambora)
11. All I Wanna Do Is You (Unreleased) – 3:03 (Jon Bon Jovi, Richie Sambora)
12. Billy (Unreleased) – 4:32 (Jon Bon Jovi, Richie Sambora)
13. Nobody's Hero  (Unreleased) – 8:36 (Jon Bon Jovi, Richie Sambora)

## Formazione

### Bon Jovi
- Jon Bon Jovi: voce e chitarra
- Richie Sambora: chitarra solista e voce
- David Bryan: tastiere
- Tico Torres: batteria
- Alec John Such: basso

## Aggiuntivi
- Hugh McDonald: basso

### Altri musicisti
All'interno del disco hanno suonato anche i seguenti musicisti:
- Kenny Aronoff
- Bobby Bandiera
- Eric Bazilian
- Carol Brooks
- Jerry Cohen
- Mark Hudson
- Kurt Johnston
- Jeff Kazee

- Pino Palladino
- Shawn Pelton
- Joe Perry
- Rick Valenti
- Lance Quinn
- Dave Stewart
- Garo Yellin